# Масові вбивства в Ягідному
Після широкомасштабного вторгнення Росії в Україну під час окупації села Ягідне Чернігівського району Чернігівської області у березні 2022 року кадрові військовослужбовці Збройних сил Російської Федерації вбили у селі 17 цивільних людей. Один викрадений росіянами місцевий житель вважається зниклим безвісти. У ЗМІ підвал, у який росіяни силоміць загнали місцевих жителів і у якому внаслідок важких умов протягом 17 днів померло 10 заручників, називався «концтабором».

## Перебіг подій
3 березня 2022 року Ягідне окупували російські війська.
Після окупації села російські солдати почали відбирати в місцевих жителів мобільні телефони та шукали у них патріотичні татуювання чи військовий одяг. Людей росіяни виганяли з власних будинків та укриттів, щоб облаштувати там власне проживання.
3 березня у місцевій школі російські військові облаштували власний штаб, у кількох кімнатах підвалу якого примусово загнали понад 350 цивільних (з них 77 дітей, зокрема 5 немовлят) для створення собі «живого щита». У найбільшій з кімнат було розміщено 150 осіб. У приміщеннях була відсутня вентиляція та туалет, був низький санітарний рівень, брак харчів, неможливо було приготувати їжу. Як згадують місцеві жителі, їм було дозволено виходити назовні лише раз на день, спати через переповненість доводилося сидячи, а пайок їжі становив 200 грамів юшки. Через важкі умови життя, у підвалі з 9 до 28 березня померло 10 заручників. Спочатку померлих було заборонено ховати, тому їх складали у шкільній котельні. Окупанти за весь час дозволили поховати загиблих лише двічі. Під час одного з поховань російські солдати обстріляли жителів, які ховали померлих, внаслідок чого 4 особи було поранено.
Під час окупації російські солдати проникали в сільські будинки, займалися мародерством, знищували людське майно, вбивали худобу та хатніх тварин, мінували територію, викрадали, катували та страчували мирних жителів. Росіяни повністю зруйнували 16 домів та пошкодили 148 зі 180 будинків у Ягідному.
31 березня 2022 року почалися бої за звільнення села. 3 квітня 2022 року Ягідне визволене від російських військ.

## Жертви
Українською прокуратурою встановлено, що за час окупації російські військовослужбовці 55-ї окремої мотострілецької бригади (в/ч 55115) ЗС РФ убили 17 місцевих мешканців.
| Ім'я жертви            | Відомості |
| ---------------------- | --- |
| Леонід Грищенко        | Місцевий житель, мисливець. Розстріляний 3 березня, коли зі зброєю намагався захистити село від окупації. За словами місцевих, йому вдалося ліквідувати одного російського окупанта й одного поранити. |
| Віктор Шевченко        | 50 років, місцевий житель, мисливець. Розстріляний 3 березня. |
| Анатолій Янюк          | Вбитий 3 березня за слова «Слава Україні!». |
| К. Биковець            | Убитий між 3 і 5 березня. |
| Петро Коваленко        | Вбитий 4 березня під час обстрілу автомобіля, у якому він перебував з родиною на трасі біля Ягідного.                                                                                                  |
| Вероніка Коваленко     | 12 років. Вбита 4 березня під час обстрілу автомобіля, у якому вона перебувала на трасі біля Ягідного.                                                                                                 |
| Роман Нежиборець       | Відеоінженер телеканалу «Дитинець» (Чернігів), 5 березня викрадений з дому, 9 березня знайдений розстріляним у погребі одного з місцевих домів.                                                        |
| С. Радченко            | Убитий внаслідок вибуху снаряду 9 березня. |
| І. Поцілуйко           | Убитий 1 квітня. |
| Віктор Кирик           | Вбитий під час обстрілу його автомобіля на трасі біля Ягідного. |
| Невстановлений чоловік | Розстріляний в автомобілі на трасі біля Ягідного. |

10 літніх місцевих мешканців померло в підвалі школи внаслідок антисанітарії, відсутності вентиляції, браку їжі та води. Ще один викрадений росіянами житель Т. Шевченко вважається зниклим безвісти.

## Розслідування
Чернігівська обласна прокуратура відкрила кримінальне провадження за фактом порушення законів та звичаїв війни, поєднаного з умисним вбивством (ч. 2 ст. 438 КК України). Розслідуванням справи займається СБУ. Станом на 8 червня 2022 року українська прокуратура повідомила про підозру дев'ятьом російським військовослужбовцям 55-ї окремої мотострілецької бригади (в/ч 55115) ЗС РФ:
- Сиин-оол Суван — командир відділення 1 мінометного взводу мінометної батареї
- Айгарим Монгуш — рядовий 3 мінометного взводу 2 мінометної батареї
- Назити Монгуш — сержант 2 мінометного взводу 2 мінометної батареї
- Ересу Ооржак — єфрейтор 3 мінометного взводу 2 мінометної батареї
- Аріан Хертек — рядовий 2 мінометного взводу 2 мінометної батареї
- Саян Хомушку — рядовий 2 мінометного взводу 2 мінометної батареї
- Олексій Борисов
- Буян Дадар-оол
- Шолбан Дамбар-оол
- Доржу Демір-оол
- Сайн Кенден
- Віталій Монгуш
- Аржан Саай
- Буян Доржу
- Амір Кенденов[16]
- Іван Ооржак — військовослужбовець 3 мінометного взводу мінометної батареї 2 механізованої бригади
- Чаян Чинан — військовослужбовець 2 мінометного взводу мінометної батареї 2 механізованої бригади
- Кежік-оол Шактар-оол — військовослужбовець 1 мінометного взводу мінометної батареї 2 механізованої бригади